# Bronowice (Trzebiel)
Bronowice (deutsch Braunsdorf, sorbisch Brunojcy) ist eine Ortschaft in der Gemeinde Trzebiel (Triebel), Powiat Żarski, Polen.

## Geographie

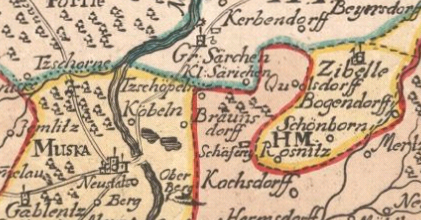
Kartenausschnitt mit Braunsdorf.
Grün: Herrschaft Sorau (Niederlausitz), gelb: Standesherrschaft Muskau (Oberlausitz), rot: Priebussischer Kreis des Fürstentums Sagan (Schlesien).

Das Dorf liegt im Südwesten der Gemeinde, östlich von Bad Muskau und nördlich von Łęknica (Lugknitz) am nordöstlichen Rand des Muskauer Pückler-Parks.
In Form eines Straßendorfs liegt Bronowice an der Kreuzung der Droga krajowa 12 mit der Droga wojewódzka 350.
Aus historischer Sicht gehört das Dorf zur Oberlausitz. Es lag hart an der Grenze zum (nieder-)schlesischen Fürstentum Sagan.

## Geschichte

### Ortsgeschichte
Bronowice gehört zum sorbischen Altsiedelgebiet um Muskau. Es wird angenommen, dass das Dorf vor seiner Muskauer Zugehörigkeit auf Grund seiner Lage rechts der Lausitzer Neiße zur Triebeler Herrschaft gehörte. Ein urkundlicher Beleg für die Zugehörigkeit zur Standesherrschaft Muskau liegt vom 9. September 1366 vor, als Herzog Bolko II. von Schweidnitz-Jauer als zuständiger Pfandherr bestätigte, dass Heinrich von Kittlitz in seiner Funktion als Herr auf Muskau die Dörfer Skerbersdorf, Sagar und Braunsdorf an seine Mutter als Leibgedinge verschrieben hat. Die Zugehörigkeit zur Muskauer Herrschaft und zum Muskauer Kirchspiel prägten das Dorf für die nächsten sechs Jahrhunderte, die erst 1945 mit der Auflösung der Standesherrschaft und der Westverschiebung Polens enden sollte. Die Vorwerke in Berg und Braunsdorf sind es dann auch, deren Bestehen und herrschaftliche Zugehörigkeit von 1552 bis 1945 in Urbarien belegt sind, während andere Vorwerke erst später hinzukamen oder schon vor 1945 geschlossen wurden.
Im Dreißigjährigen Krieg wirkte sich die Lage des Dorfes an der Niederen Landesstraße, die von Leipzig aus über Spremberg, Muskau und Sorau nach Warschau führte, verheerend aus.
Durch Graf Johann Alexander von Callenberg wurde 1770 eine Schule gegründet, zu deren Gemeinde auch der Nachbarort Köbeln gehörte. Da kein Geld vorhanden war, verzögerte sich der Schulbau bis 1775.
Am 6. April 1781 brach in den Nachmittagsstunden durch Fahrlässigkeit bei einem Bauern Feuer aus, dem sechs Wirtschaften und das Vorwerk mit allen Wirtschaftsgebäuden anheimfielen. Das herrschaftliche Vorwerk allein verzeichnete einen Verlust von 200 Scheffeln Korn, 200 Schafen, 100 Lämmern, 15 Rindern und weiteren Gütern. Um die Rentabilität der Standesherrschaft zu sichern, sorgte Graf Hermann von Callenberg mit finanziellen Mitteln für einen raschen Wiederaufbau und gewährte den betroffenen Bauern Zuschüsse und Kredite bei der Wiederbeschaffung von totem und lebendem Inventar.
Ein mit Tannenzapfen verkleideter achteckiger Pavillon, den des Grafen Schwester 1773 auf einer Anhöhe nahe Braunsdorf als Lusthäuschen errichten ließ, wurde 1781 ebenfalls erneuert. Der landschaftlich schöne Ausblick, der sich vom Zapfenhäuschen aus ergab, sorgte dafür, dass es ein beliebter Aufenthaltsort der gräflichen Familie war.
Am 1. Mai 1815 verkündete Hermann von Pückler-Muskau, dass er plane, 2000 Morgen Land zur Gestaltung eines Parks zwischen Köbeln, Braunsdorf und Berg anzukaufen. In dessen Folge sollte das Dorf Köbeln vom rechten auf das linke Neißeufer umgesetzt werden.
Bei seinen Untersuchungen der sorbischen Bevölkerungsstruktur ordnete Arnošt Muka in den 1880ern Braunsdorf als eines der wenigen Dörfer östlich der Neiße noch dem zentralen sorbischen Sprachgebiet zu. Von der sorbischen Bevölkerung wurde hier der Muskauer Dialekt gesprochen. Nach Muka verstand damals nur der mittlere Teil der Bevölkerung gut Deutsch, die Älteren sowie die Kinder hingegen nur wenig bis gar nicht.
Die östlich benachbarte Gemeinde Neu Tschöpeln erhielt beim Bau der Bahnstrecke Muskau–Sommerfeld 1898 einen Bahnhof. Am 1. April 1938 wurde Braunsdorf nach Neu Tschöpeln eingemeindet.
Seit dem Ende des Zweiten Weltkriegs ist Braunsdorf mit dem neuen Namen Bronowice ein polnisches Dorf. Am 28. Juni 1946 wurde Bronowice mit weiteren Orten in die Gemeinde Niwica eingegliedert. Sie lag administrativ im Landkreis Żary in der neugeschaffenen Woiwodschaft Breslau, seit 1950 in der Woiwodschaft Grünberg.
Nach der Wiedereinführung der Gemeinden (Gmina) im Jahr 1972, die 1954 durch Haufen (Gromada) abgelöst wurden, gehörte Bronowice als Schulzenamt (Sołectwo) wieder zur Gemeinde Niwica, die im Januar 1976 auf die Gemeinden Przewóz und Trzebiel aufgeteilt wurde. Bronowice gehört seitdem zu letzterer. Bei den polnischen Verwaltungsreformen wurden die jeweiligen Gemeinden 1975 der veränderten Woiwodschaft Grünberg und 1999 der neugeschaffenen Woiwodschaft Lebus zugeordnet.

### Bevölkerungsentwicklung
Aus dem Dreißigjährigen Krieg (1618–1648) ist übermittelt, dass von den 14 Bauernwirtschaften des Ortes zwischen 1630 und 1647 sechs verwüsten. 1708, ein reichlich halbes Jahrhundert später, gab es 16 Wirtschaften und zehn Häusler. Ein dreiviertel Jahrhundert später war die Einwohnerzahl zwar leicht gefallen, stieg bis 1810 jedoch wieder an, sodass 18 Bauern, zwei Gärtner und zehn Häusler verzeichnet wurden.
Für das Jahr 1782 wurden außerdem 174 Einwohner genannt. Noch gegen Ende des 19. Jahrhunderts war das Dorf vornehmlich sorbisch. Laut Mukas Statistik von 1884 lebten im Dorf 357 Sorben und 21 Deutsche, das entspricht einem sorbischen Bevölkerungsanteil von 94,4 %. Dies änderte sich erst durch Zuzug, der durch die steigende Industrialisierung ausgelöst wurde. Bereits 1910 hatte sich die Einwohnerzahl auf 708 nahezu verdoppelt. Durch den Ersten Weltkrieg war das Bevölkerungswachstum gehemmt, sodass 1925 mit 722 Einwohnern ein Anstieg von gerade einmal zwei Prozent verzeichnet wurde.
Nach dem Zweiten Weltkrieg musste die deutsche und sorbische Bevölkerung das Dorf verlassen.